# Rin'
Le Rin' sono state un gruppo giapponese che univa musica tradizionale giapponese con sonorità pop moderne, fondato da tre studentesse dell'Università delle arti di Tokyo nel 2003.
Il nome del gruppo deriva dall'inglese "Ring" (anello), come aspirazione di creare un anello di suoni musicali.
La band ha realizzato tre album e un mini-album di inediti. Il brano "Fuhen" dal primo disco Jikū (2004), è stato utilizzato come sigla finale dell'anime Samurai 7.
Il terzo disco Inland Sea (2006) è stato pubblicato anche in Europa e Stati Uniti, a cui hanno partecipato le cantanti Leigh Nash e Lisa Loeb. La canzone "Anti Hero", con Lisa Loeb alla voce, ha raggiunto il 36º posto nella classifica Hot Adult Contemporary Tracks.
Le Rin' hanno anche collaborato con artisti nipponici come gli AAA nel brano "Samurai Heart" e m.c.A.T in "Flashback", presente nella colonna sonora del tokusatsu Kamen Rider Hibiki & The Seven Senki.
Il gruppo ha annunciato lo scioglimento nel 2009.

## Membri
- 'Mana' Yoshinaga (吉永 真奈?, Yoshinaga Mana) - voce, koto, shamisen, jushichi-gen
- 'Tomoca' Nagasu (長須 与佳?, Nagasu Tomoka) - voce, biwa, shakuhachi
- 'Chie' Arai (新井 智恵?, Arai Chie) - voce, koto, shamisen, jushichi-gen

## Discografia

### Album

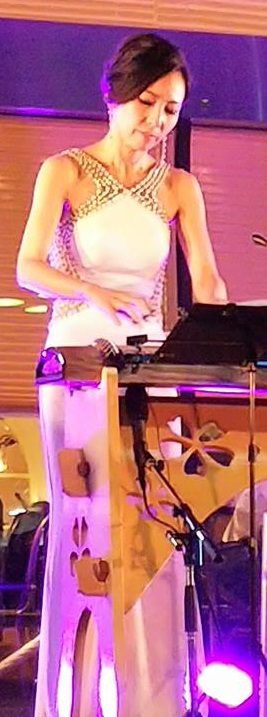
吉永真奈（Mana Yoshinaga)

- 2004 - Jikū (時空?)
- 2004 - Asuka (飛鳥?)
- 2006 - Inland Sea

### Album cover
- 2004 - Rin' Christmas Cover Songs: Seiya (聖夜?)

### Album live
- 2005 - Utage uta/Sakura Sakura (宴歌（うたげうた）/さくら さくら?)

### Mini album
- 2007 - Genji Nostalgia (源氏ノスタルジー?)

### Singoli
- 2004 - Sakitama (Sakitama～幸魂～?)
- 2004 - Yachiyo no Kaze (八千代ノ風?)
- 2005 - Sakura Sakura (サクラ サクラ?)
- 2005 - Yume hanabi (夢花火?)

### DVD
- 2004 - "Utage: Rin' First Live Tour 2004 Jikū" (歌宴: Rin' First Live Tour 2004 "時空"?)